# Peter MacKay
Peter Gordon MacKay (New Glasgow, 27 settembre 1965) è un avvocato e politico canadese.
È stato deputato nel Parlamento canadese e Ministro degli Affari Esteri nel governo di Stephen Harper.

## Inizi
È nato a New Glasgow però è cresciuto in Wolfville, altra città della Nuova Scozia. Suo padre, Elmer MacKay, era un deputato e imprenditore. Sua madre, Macha MacKay, era una psicologa e pacifista.
Ha studiato diritto nella Università di Acadia poi nella Università di Dalhousie.

## Carriera giuridica
Nel 1991, è stata accettata la sua avvocatura in Nuova Scozia. Dopo, ha lavorato come avvocato per l'azienda Thyssen Henschel a Halifax e anche a Düsseldorf e Kassel, nella Germania.
Nel 1993, è stato nominato Crown Attorney (Pubblico ministero) nella regione centrale di Nova Scotia. Ha lavorato a tutti i livelli, inclusa la Corte Suprema del Canada.

## Carriera politica
Fu eletto per la prima volta deputato del distretto federale di Pictou—Antigonish—Guysborough nella Camera dei Comuni in 1997. Fu rieletto nel 2000 e 2006.
Nel 2003 fu eletto capo del Partito Conservatore Progressista. Poi, si è unito a Stephen Harper, allora capo del partito conservatore Alleanza Canadese, per formare il Partito Conservatore. Dopo la vittoria di Harper nell'elezione del 2006, fu nominato Ministro di Affari Esteri del Canada.